# Basshunter
Jonas Erik Altberg, bolje poznan pod psevdonimom Basshunter, švedski pevec, glasbeni producent in DJ, * 22. december 1984, Halmstad, Švedska.
Svojo glasbo opisuje kot eurodance, nekateri drugi pa tudi kot club ali celo trance.

## Diskografija

### Studijski albumi
- The Bassmachine (2004)
- LOL <(^^,)> (2006)
- Now You're Gone - The Album (2008)
- Bass Generation (2009)
- Calling Time (2013)

### Kompilacijski albumi
- The Old Shit (2006)
- The Early Bedroom Sessions (2012)

### Singli
- »The Big Show« (2004)
- »Welcome to Rainbow« (2006)
- »Boten Anna« (2006)
- »Vi sitter i Ventrilo och spelar DotA« (2006)
- »Jingle Bells« (2006)
- »Vifta med händerna« (2006)
- »Now You're Gone« (2007)
- »Please Don't Go« (2008)
- »All I Ever Wanted« (2008)
- »Angel in the Night« (2008)
- »Russia Privjet (Hardlanger Remix)« (2008)
- »I Miss You« (2008)
- »Walk on Water« (2009)
- »Al final« (2009)
- »Every Morning« (2009)
- »I Promised Myself« (2009)
- »Saturday« (2010)
- »Fest i hela huset« (2011)
- »Northern Light« (2012)
- »Dream on the Dancefloor« (2012)
- »Crash & Burn« (2013)
- »Calling Time« (2013)
- »Elinor« (2013)
- »Masterpiece« (2018)
- »Home« (2019)
- »Angels Ain't Listening« (2020)
- »Life Speaks to Me« (2021)
- »End the Lies« (& Alien Cut) (2022)
- »Ingen kan slå (Boten Anna)« (Victor Leksell) (2023)